# Grand Prix automobile de Saint-Marin 1991
GP précédent GP suivant
Le Grand Prix automobile de Saint-Marin 1991 (11º Gran Premio di San Marino), disputé sur le circuit Enzo e Dino Ferrari à Imola, en Italie le 28 avril 1991 est la onzième édition du Grand Prix, la 503e épreuve du championnat du monde de Formule 1 courue depuis 1950 et la troisième manche du championnat 1991.

## Classement

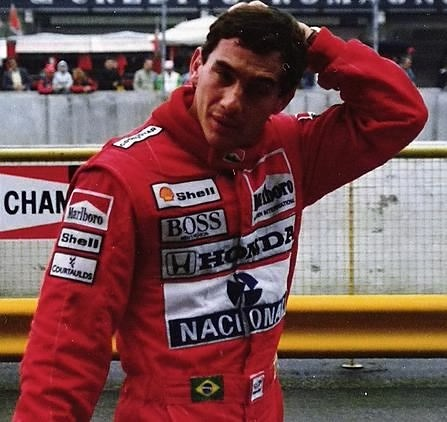
Ayrton Senna, futur vainqueur, sur la pitlane en 1991.

| Pos. | No | Pilote             | Écurie               | Tours | Temps/Abandon                      | Grille | Points |
| ---- | -- | ------------------ | -------------------- | ----- | ---------------------------------- | ------ | ------ |
| 1    | 1  | Ayrton Senna       | McLaren-Honda        | 61    | 1 h 35 min 14 s 750 (193,671 km/h) | 1      | 10     |
| 2    | 2  | Gerhard Berger     | McLaren-Honda        | 61    | + 1 s 675                          | 5      | 6      |
| 3    | 22 | Jyrki Järvilehto   | Scuderia Italia-Judd | 60    | + 1 tour                           | 16     | 4      |
| 4    | 23 | Pierluigi Martini  | Minardi-Ferrari      | 59    | + 2 tours                          | 9      | 3      |
| 5    | 11 | Mika Häkkinen      | Lotus-Judd           | 58    | + 3 tours                          | 25     | 2      |
| 6    | 12 | Julian Bailey      | Lotus-Judd           | 58    | + 3 tours                          | 26     | 1      |
| 7    | 25 | Thierry Boutsen    | Ligier-Lamborghini   | 58    | + 3 tours                          | 24     |        |
| 8    | 8  | Mark Blundell      | Brabham-Yamaha       | 58    | + 3 tours                          | 23     |        |
| 9    | 35 | Eric van de Poele  | Modena-Lamborghini   | 57    | Panne d'essence                    | 21     |        |
| 10   | 26 | Érik Comas         | Ligier-Lamborghini   | 57    | + 4 tours                          | 19     |        |
| 11   | 7  | Martin Brundle     | Brabham-Yamaha       | 57    | + 4 tours                          | 18     |        |
| 12   | 15 | Mauricio Gugelmin  | Leyton House-Ilmor   | 55    | Moteur                             | 15     |        |
| 13   | 19 | Roberto Moreno     | Benetton-Ford        | 54    | Boîte de vitesses                  | 13     |        |
| Abd. | 4  | Stefano Modena     | Tyrrell-Honda        | 41    | Transmission                       | 6      |        |
| Abd. | 33 | Andrea De Cesaris  | Jordan-Ford          | 37    | Boîte de vitesses                  | 11     |        |
| Abd. | 32 | Bertrand Gachot    | Jordan-Ford          | 37    | Suspension                         | 12     |        |
| Abd. | 16 | Ivan Capelli       | Leyton House-Ilmor   | 24    | Crevaison                          | 22     |        |
| Abd. | 29 | Éric Bernard       | Larrousse-Ford       | 17    | Moteur                             | 17     |        |
| Abd. | 6  | Riccardo Patrese   | Williams-Renault     | 17    | Panne électrique                   | 2      |        |
| Abd. | 3  | Satoru Nakajima    | Tyrrell-Honda        | 15    | Sortie de piste                    | 10     |        |
| Abd. | 24 | Gianni Morbidelli  | Minardi-Ferrari      | 10    | Transmission                       | 8      |        |
| Abd. | 28 | Jean Alesi         | Ferrari              | 2     | Accident                           | 7      |        |
| Abd. | 30 | Aguri Suzuki       | Larrousse-Ford       | 2     | Sortie de piste                    | 20     |        |
| Abd. | 20 | Nelson Piquet      | Benetton-Ford        | 1     | Sortie de piste                    | 14     |        |
| Abd. | 5  | Nigel Mansell      | Williams-Renault     | 0     | Collision                          | 4      |        |
| Np.  | 27 | Alain Prost        | Ferrari              |       | Sortie de piste                    | 3      |        |
| Nq.  | 17 | Gabriele Tarquini  | AGS-Ford             |       | Non qualifié                       |        |        |
| Nq.  | 18 | Fabrizio Barbazza  | AGS-Ford             |       | Non qualifié                       |        |        |
| Nq.  | 10 | Alex Caffi         | Footwork-Porsche     |       | Non qualifié                       |        |        |
| Nq.  | 9  | Michele Alboreto   | Footwork-Porsche     |       | Non qualifié                       |        |        |
| Npq. | 21 | Emanuele Pirro     | Scuderia Italia-Judd |       | Non préqualifié                    |        |        |
| Npq. | 14 | Olivier Grouillard | Fondmetal-Ford       |       | Non préqualifié                    |        |        |
| Npq. | 34 | Nicola Larini      | Modena-Lamborghini   |       | Non préqualifié                    |        |        |
| Npq. | 31 | Pedro Chaves       | Coloni-Ford          |       | Non préqualifié                    |        |        |

## Pole position et record du tour
- Pole position : Ayrton Senna en 1 min 21 s 877 (vitesse moyenne : 221,601 km/h).
- Meilleur tour en course : Gerhard Berger en 1 min 26 s 531 au 55e tour (vitesse moyenne : 209,682 km/h).

## Tours en tête
- Riccardo Patrese : 9 (1-9)
- Ayrton Senna : 52 (10-61)

## Statistiques
- 29e victoire pour Ayrton Senna.
- 89e victoire pour McLaren en tant que constructeur.
- 61e victoire pour Honda en tant que motoriste.
- Pendant le tour de chauffe, Alain Prost sort de la piste en bas de la colline vers Rivazza. Sa voiture endommagée, il ne sera pas au départ de cette course.